# Баскетбол Арена (Лондон)
Баскетболната арена за Летните олимпийски и параолимпийски игри през 2012 г. се намира в Олимпийския парк в Лондон.

## История
Кандидатурата на Лондон за Олимпиадата първоначално включва четири зали в Олимпийския парк. След това обаче те биват намалени на три, като волейболните мачове са преместени в Ърлс Корт Сентър.
Баскетболната арена разполага с 12 000 места за Олимпийския турнир по баскетбол, както и полуфиналите и финала на турнира по хандбал. Това е и мястото, където стоят спортистите по време на церемониите по откриването и закриването на Игрите. Съоръжението е временно и е най-голямото подобно построено на Олимпийски игри. Обсъждана е възможността за разглобяване на съоръжението и транспортирането му до Рио де Жанейро за Олимпийските игри през 2016 г., въпреки че планът е отложен, поради съмнения от някои бразилски длъжностни лица относно неговата осъществимост.
Арената е построена за 15 месеца и е завършена през юни 2011.